# مرليبون
مارليبون، هي منطقة تقع في لندن، إنجلترا، وتندرج ضمن نطاق مدينة ويستمينستر. تقع في وسط لندن وتُعد جزءًا من منطقة "ويست إند" الشهيرة. يشكّل شارع أكسفورد حدودها الجنوبية.
كانت مارليبون في الأصل أبرشية قديمة، ثم أصبحت لاحقًا منطقة بلدية حضرية، قبل أن تندمج مع كلٍّ من ويستمينستر وبادينغتون في عام 1965 لتشكيل "مدينة ويستمينستر" الجديدة.
تقع محطة مارليبون على بُعد ميلين شمال غرب "تشارينغ كروس".
تخدم المنطقةَ العديدُ من محطات مترو الأنفاق، منها: بيكر ستريت، بوند ستريت، إدجوير رود (خط بيكرلو)، إدجوير رود (خطوط سيركل وديستريكت وهامرسميث آند سيتي)، غريت بورتلاند ستريت، ماربل آرتش، مارليبون، أوكسفورد سيركس، وريجنتس بارك.

## التأثيل
النطق الإنجليزي تحريف لعبارة (بالفرنسية: Mary-le-bone) «مريم الطيبة» التي تعد أحد أشهر كنائس لندن وسميت المنطقة نسبة لها.

## المعالم
- متحف الشمع
- شارع بيكر مسكن شخصية شرلوك هولمز
- شارع هارلي الذي يشتهر بعياداته الطبية
- طريق مرليبون شريان مرور هام للعاصمة
- شارع مرليبون شارع تسوق هادئ نسبيا
- كنيسة مرليبون أصل الاسم (مريم الطيبة)
- محطة مرليبون من أهم منطلقات القطارات
- شارع بورتلاند الكبير وساحة بورتلاند

## المؤسسات
- سفارة الصين
- سفارة بولندا
- قنصلية البرتغال
- مقر إقامة السفير السويدي
- المندوبية السامية الكينية
- قنصلية كولومبيا

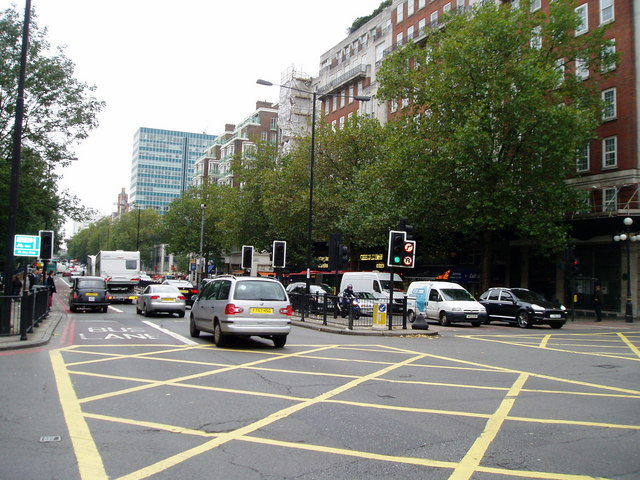
تقاطع طريق مرليبون وشارع بيكر.

- المعهد الملكي للمهندسين المعماريين البريطانيين «ريبا»
- معهد المهندسين الكيميائيين
- معهد الفيزياء
- أكاديمية العلوم الطبية
- دار الإذاعة واستوديوهات متفرقة لهيئة الإذاعة البريطانية
- الأكاديمية الملكية للموسيقى معهد يعد أحد كليات جامعة لندن
- فندق لانغهام

## أعلام
- جين بيركين
- يوسف إسلام
- ديفيد كاميرون
- لين ريدغريف
- إدوارد جونز
- أليك غينيس